# Emmendingen
Emmendingen – miasto powiatowe w Niemczech, w kraju związkowym Badenia-Wirtembergia, w rejencji Fryburg, w regionie Südlicher Oberrhein, siedziba powiatu Emmendingen oraz wspólnoty administracyjnej Emmendingen. Leży nad rzeką Elz, ok. 15 km na północ od Fryburga Bryzgowijskiego i ok. 50 km na południe od Strasburga, przy drodze krajowej B3.

## Sport
W mieście działa klub piłkarski FC Emmendingen, założony w 1903 roku.

## Współpraca
Miejscowości partnerskie:
- Newark-on-Trent, Wielka Brytania
- Sandomierz, Polska
- Six-Fours-les-Plages, Francja